# Pisky Zoltán
Vitéz Pisky Zoltán (Budapest, 1893. november 11. – Wrocław, 1945. január 21.) magyar gyalogsági ezredes a második világháborúban, a Vitézi Rend tagja.

## Élete
1914. július 28-tól a cs. és kir. 101. gyalogezredben szolgált, 1915-ben hadnaggyá avatták. 1919 és 1939 között számos csapattiszti és minisztériumi pozíciót töltött be. 1939. augusztus 4-től az 1. honvéd hegyidandár felállításának közvetlen előkészületeként létrehozott hegyi gyakorló csoport parancsnoka volt Kárpátalján alezredesi rangban. Október 1-től a 2. szolyvai zászlóalj parancsnoka volt, majd 1942. október 1-én előléptették ezredessé.
1944 őszén a 24. székely határvadász zászlóalj példamutatóan vitéz parancsnoka. Az Ojtozi-szorosban dacoltak az óriási túlerővel támadó Vörös Hadsereggel, és sokáig sikeresen védekeztek velük szemben. A torjai temetőben szűkebb törzsével az oroszok gyűrűjébe kerültek, ahonnan kézigránáttal törtek ki. Pisky az élen harcolva nyitott rést, de a temetőt utolsónak hagyta el. Marosvásárhelyen súlyos haslövést kapott, de felépülése után újra szolgálatra jelentkezett.
1944 novemberében a Dunántúlon megszervezett „Hungária” páncélgránátos hadosztály parancsnoka lett. Még a kiképzés ideje alatt kénytelen volt visszavonulni Ausztriába. A csapataiktól elszakadt, visszavonuló honvédek, és fiatal, főleg egyetemista önkéntesekből álló hadosztály Lengyelországban került bevetésre a Vörös Hadsereg páncélos ékeivel szemben. Az egyenlőtlen harcban vérző harccsoport visszavonulása közben a parancsnok, Pisky, tájékozódás céljából gépkocsiján előrement, de nyomaveszett. Halálának körülményei máig tisztázatlanok. Állítólag Poznańban megsebesült, és hadikórházba került, amit a bevonuló oroszok 1945 januárjában felgyújtottak. A lángokban több ezer sebesült katona lelte halálát, köztük Pisky Zoltán is. Más források szerint az szovjet csapatok ellen vívott harcokban halt hősi halált. Az általánosan elfogadott vélemény az, hogy Breslauban halt meg 1945. január 20-án, vagy 21-én.
Következetes szigorral, ugyanakkor mégis nagy emberséggel bánt beosztottjaival. Amikor például világossá vált, hogy kilátástalan helyzetbe kerültek, odaállt a katonái elé és azt mondta nekik, hogy aki úgy érzi, hogy haza tud jutni, próbálja meg. Aki úgy érzi, hogy tovább akar harcolni, az maradjon és harcoljon. Aki úgy érzi, hogy jobbnak látja megadni magát, az adja meg magát.
Ezzel számos katonát mentett meg az értelmetlen haláltól.